# Norton Commander
Norton Commander [ˈnɔːrtn kəˈmɑːndə(r) Amer kəˈmændər] je správce souborů napsaný Johnem Sochem a vydávaný společností Peter Norton Computing (později koupen společností Symantec). Tento souborový manažer byl vyvíjen mezi lety 1986 až 1999 a stal se de facto standardem v oblasti správců souborů, ba tzv. ortodoxním správcem souborů. Program začal ztrácet na popularitě kvůli nástupu Windows 95, ale dodnes je na jeho základních myšlenkách založena řada souborových manažerů jako Manažer M602, HHManager, It, Volkov Commander, Total Commander, Midnight Commander, FAR Manager, It, Altap Salamander, Krusader či GNOME Commander. Byly také vydány verze pro Windows (1.0, 2.0 a 2.01). Nejnovější podporovaný systém je Windows XP. Vývoj byl ukončen roku 1999, ale až do poslední verze si program uchoval svůj vzhled z verzí pro MS-DOS.